# سو ویکس
سو ویکس (انگلیسی: Sue Wicks؛ زادهٔ ۲۶ نوامبر ۱۹۶۶) بازیکن بسکتبال اهل ایالات متحده آمریکا است.
وی در مسابقات کشوری و بین‌المللی در مجموع برندهٔ ۱ مدال طلا شده‌است.